# Simpélourd

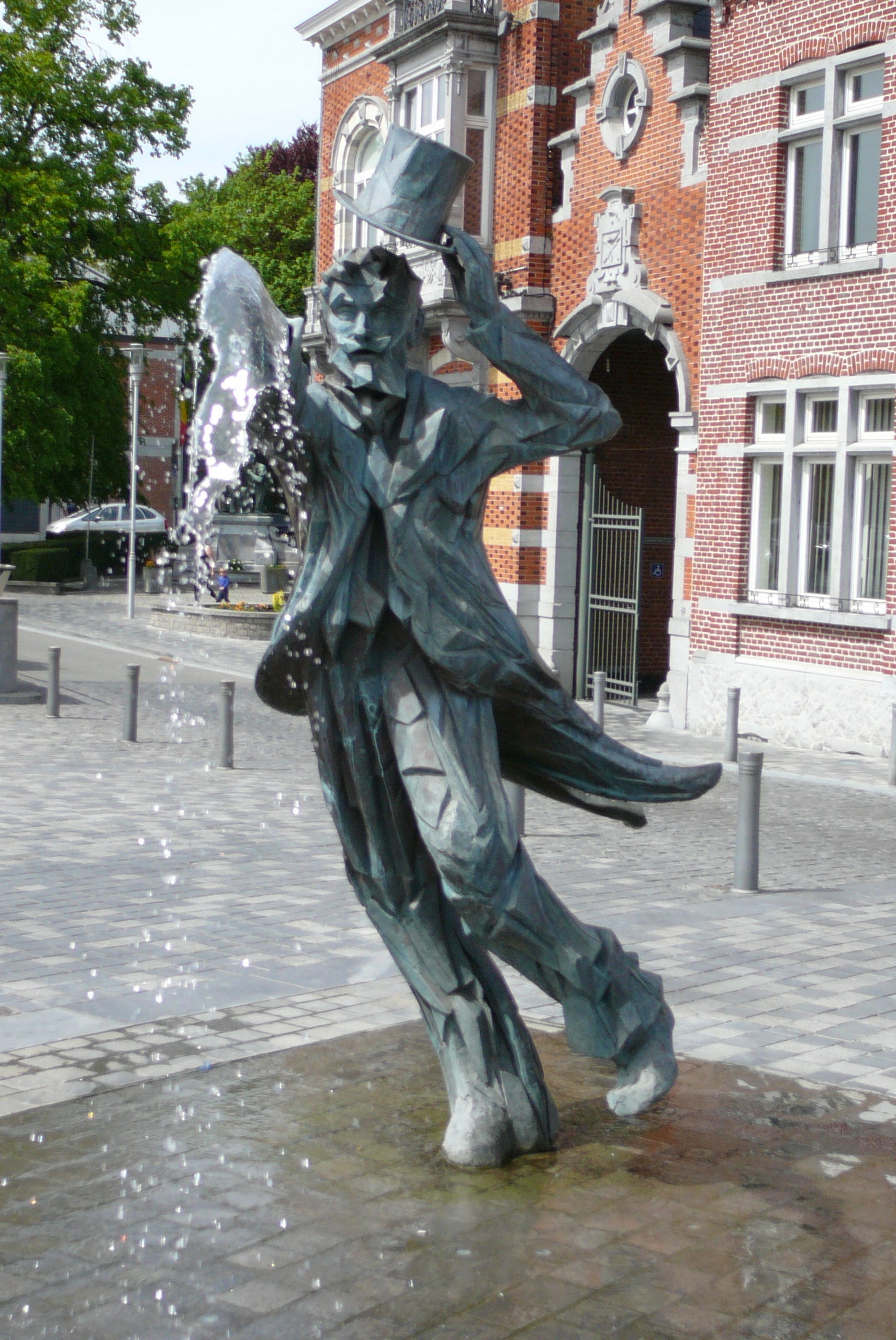
Sculpture représentant Simpélourd (place verte) due au sculpteur Xavier Parmentier

La Simpélourd (contraction de « simple » et « lourd ») ou la fête de « Mononk » (Mon oncle) est une fête qui se déroule le samedi précédent le troisième dimanche d'octobre, entre 18 h et 22 h 15 à Soignies en Belgique.

## Historique
La fête, tire son origine de l'histoire d'un pauvre savetier qui était régulièrement trompé par sa femme et qui fit l'objet de bien des moqueries au XVIIIe siècle. Piqué au vif, il décida de réunir les principaux colporteurs de ces médisances autour d'un repas. Interloqués, ils s'y présentent néanmoins et se virent servir un jambon en bois.
Chaque année, les sonégiens commémorent cette farce. Simpélourd traverse la ville, distribuant des bonbons aux enfants (les carabibis), il est accompagné, en cortège, par de nombreux groupes folkloriques et les géants Dudulle et Josephine, Charlotte, Nénesse. L'événement se termine par un rondeau final et un feu d'artifice. Simpélourd salue ensuite la foule massée sur la Place Verte du balcon d'une maison où il sera bien vite remplacé par un mannequin qui sera brûlé le mardi en autodafé,.

## Galerie

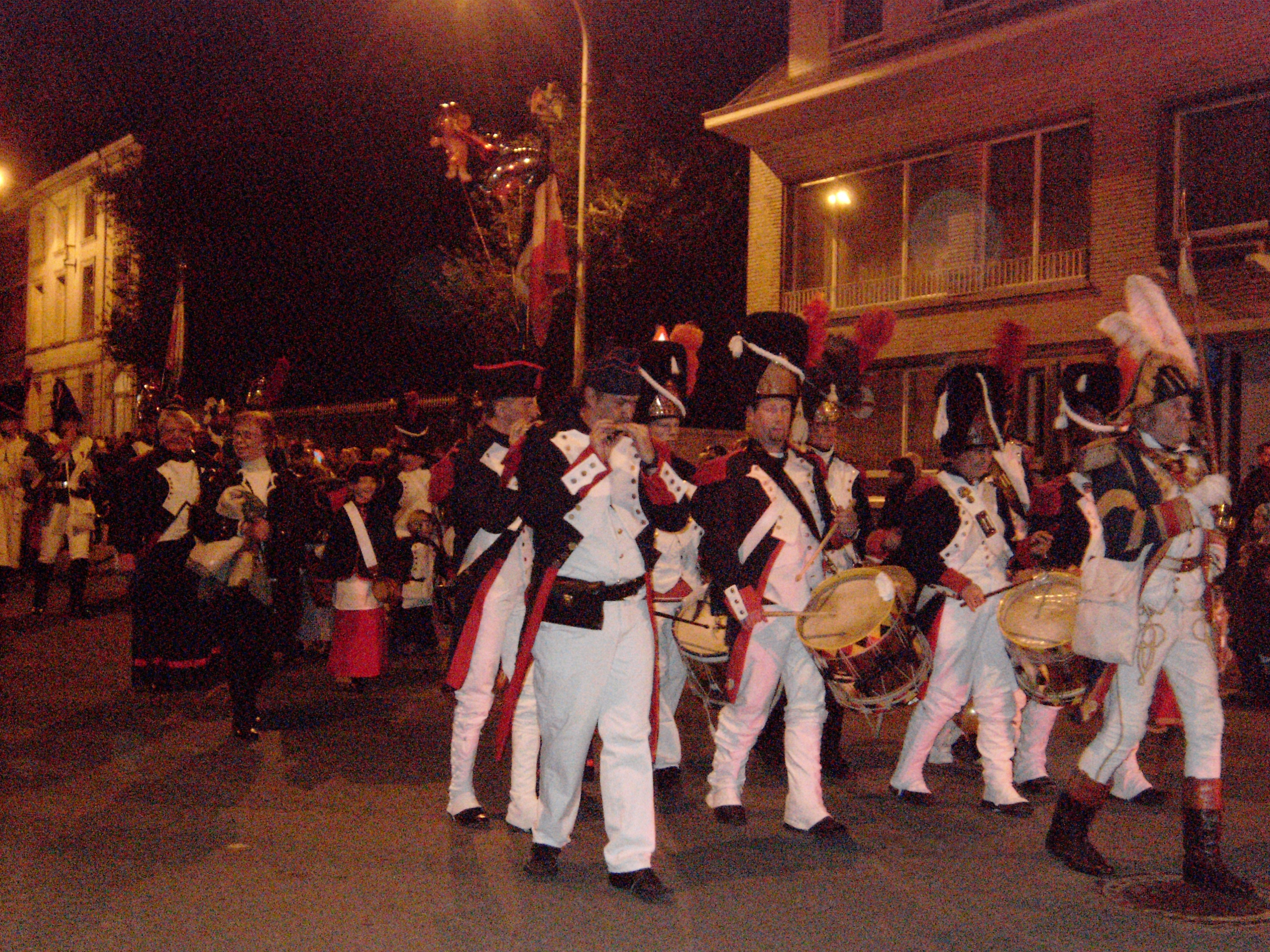
Les Grenadiers (2008)
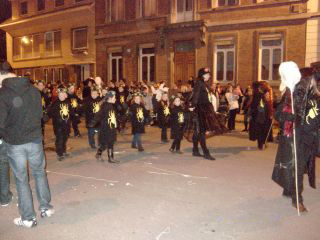
Les Sorcières (2008)
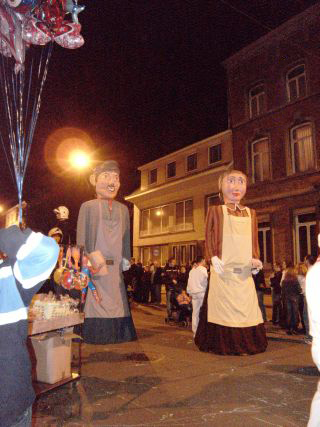
Les Géants (2008)
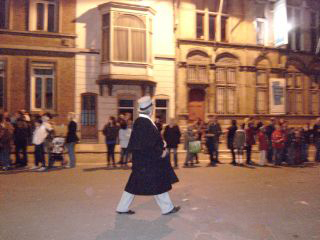